# Norra Äbbtjärnen
Norra Äbbtjärnen är en sjö i Vansbro kommun i Dalarna och ingår i Dalälvens huvudavrinningsområde. Sjön har en area på 0,0705 kvadratkilometer och ligger 305 meter över havet.

## Delavrinningsområde
Norra Äbbtjärnen ingår i det delavrinningsområde (672209-140514) som SMHI kallar för Utloppet av Lilla Flögsjön. Medelhöjden är 340 meter över havet och ytan är 5,4 kvadratkilometer. Räknas de 5 avrinningsområdena uppströms in blir den ackumulerade arean 41,55 kvadratkilometer. Flögan som avvattnar avrinningsområdet har biflödesordning 4, vilket innebär att vattnet flödar genom totalt 4 vattendrag innan det når havet efter 334 kilometer. Avrinningsområdet består mestadels av skog (56 procent) och sankmarker (28 procent). Avrinningsområdet har 0,4 kvadratkilometer vattenytor vilket ger det en sjöprocent på 7,3 procent.